# White Snake, Green Snake
White Snake, Green Snake is een komische fantasy film uit Hongkong onder regie van Tsui Hark.

## Alternatieve titels
- Green Snake
- 青蛇白蛇 (White Snake, Green Snake in Chinese karakters)
- 青蛇 (Green Snake in Chinese karakters) Uitspraak in Kantonees: Ching se. Uitspraak in Mandarijn: Qing she.

## Verhaal
Twee slangen kunnen zich veranderen in twee mooie vrouwen. Witte slang, die al duizend jaar haar menselijke gedaante geoefend heeft, blijft zonder problemen een menselijke vorm aanhouden. Groene slang heeft daarentegen pas 500 jaar geoefend, zodat ze de helft van de tijd weer in een slang verandert.

## Hoofdrollen
| Acteur         | Personage    |
| -------------- | ------------ |
| Joey Wong      | Witte slang  |
| Maggie Cheung  | Groene slang |
| Chiu Man-cheuk | De monnik    |